# Lâu đài Bran

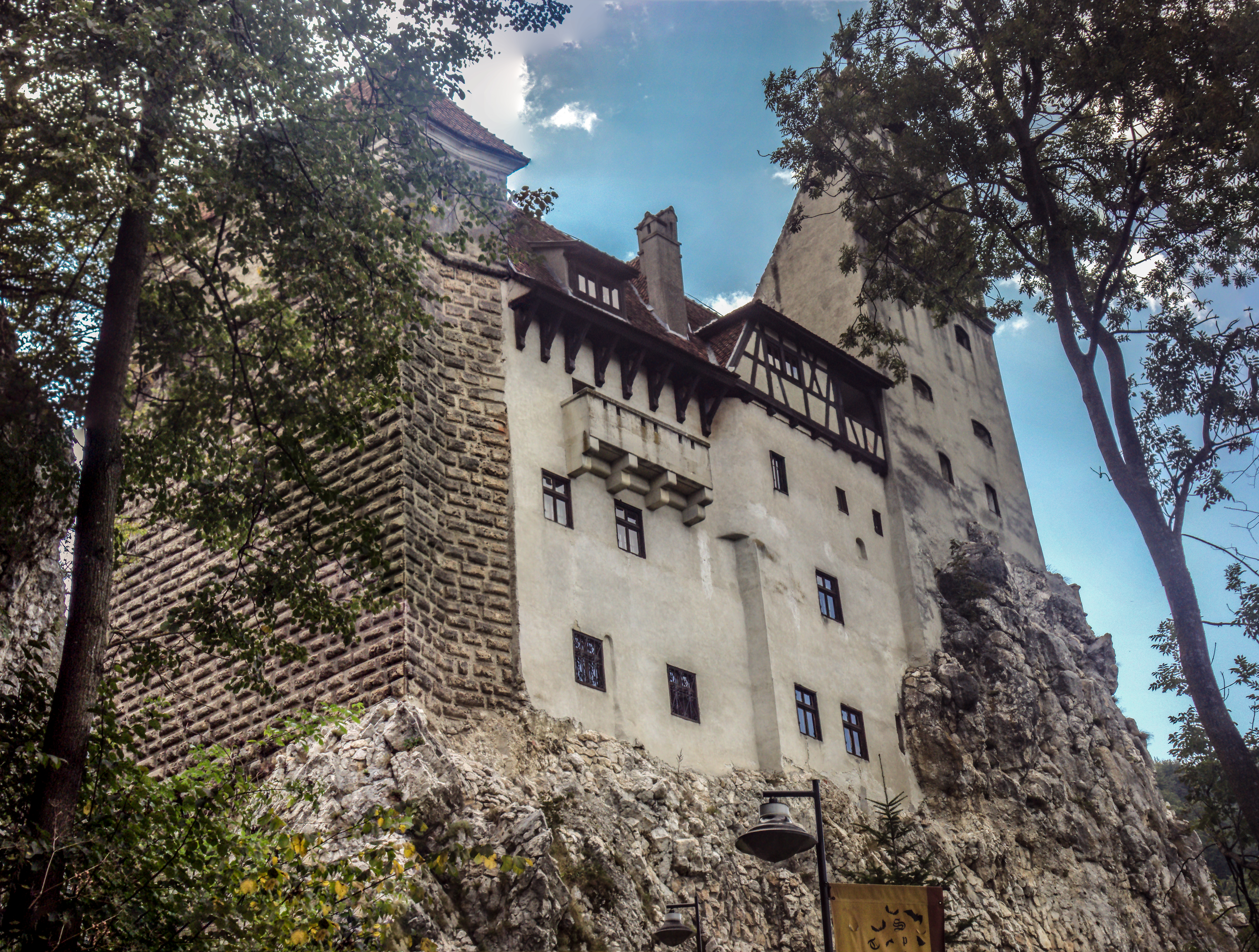

Lâu đài Bran (tiếng România: Castelul Bran; tiếng Đức: Törzburg; tiếng Hungary: Törcsvár), nằm gần Bran và trong vùng lân cận của Braşov, là một di tích quốc gia và mang tính bước ngoặt ở Romania. Lâu đài nằm giữa biên giới Transilvania và Românească, trên đường ở Romania.

## Lịch sử
Vào ngày 19 tháng 11 năm 1377, Lajos I của Hungary cho phép người Sachsen Transilvania đặc quyền xây dựng lâu đài đá bằng chi phí và lực lượng lao động của họ; khu định cư của Bran bắt đầu phát triển gần đó. Vào năm 1438-1442, lâu đài được sử dụng để phòng thủ chống lại Đế chế Ottoman, và sau đó trở thành một hải quan trên đường đèo núi giữa Transylvania và Wallachia. Mặc dù nhiều lâu đài thời đó thuộc về các thành viên quý tộc, nhưng người ta đã xác nhận rằng Lâu đài Bran được xây dựng gần như chỉ để củng cố và bảo vệ thực dân Đức ở Transylvania.
Vlad III Ţepeş là người cai trị Wallachia trong và ngoài 1448-1476. Vlad III được biết đến với những hành động chiến tranh tàn bạo. Trong triều đại của mình, anh ta đã bị đe dọa tấn công liên tục từ cả hai lực lượng Ottoman và Hungary. Trong một cuộc rút lui khét tiếng từ lực lượng Ottoman, Vlad III đã phơi thi thể của kẻ thù và công dân của ông ta trên những chiếc cọc lớn. Vào năm 1462, anh ta bị cầm tù sau khi bị người Hung bắt.

## Hình ảnh

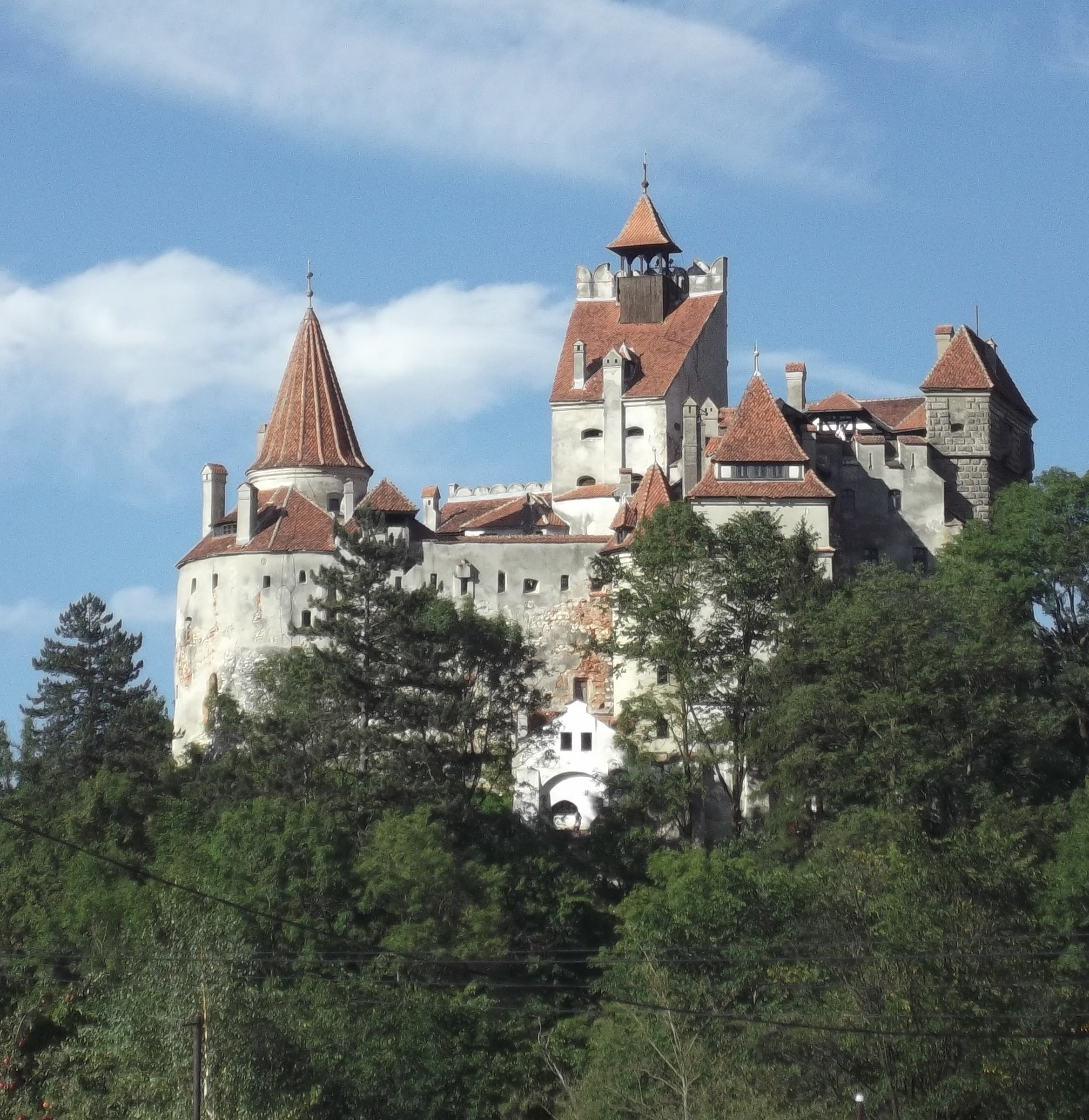
The castle in 2012
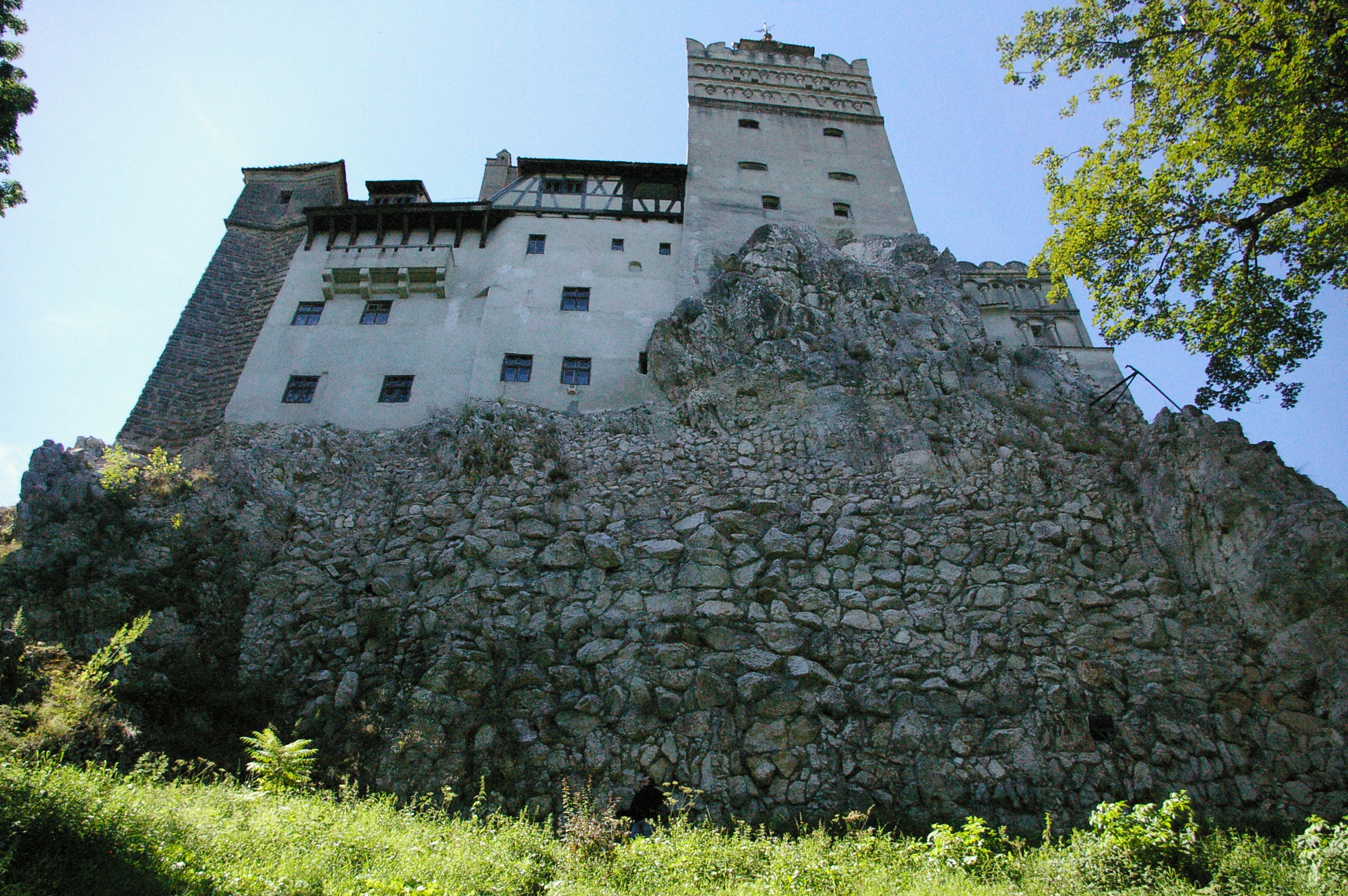
Southern front from the foot of the cliff
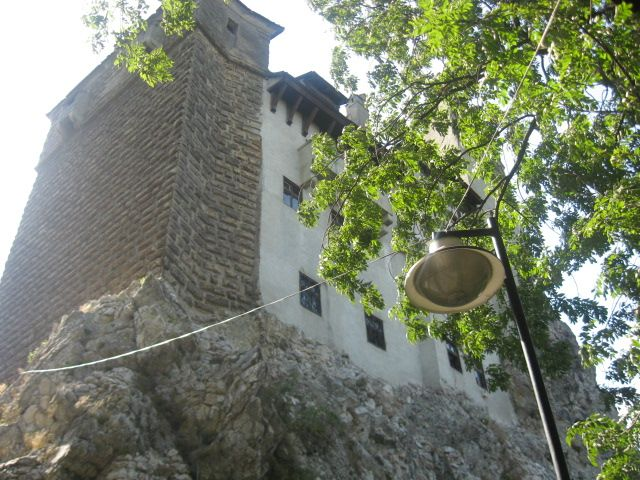
The eastern shield wall, view from the main walkway
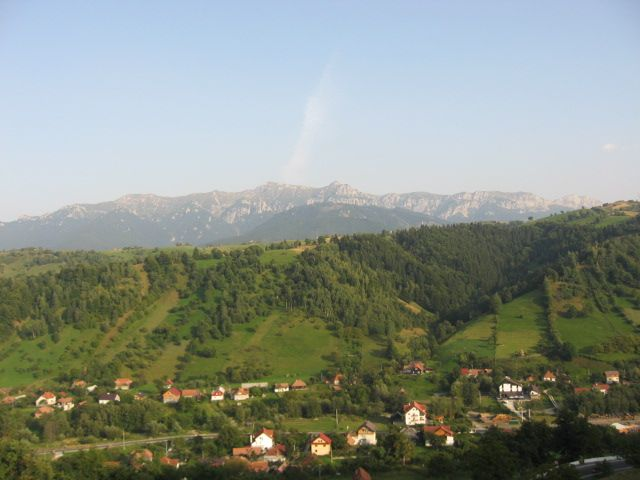
View towards Piatra Craiului from an upstairs balcony
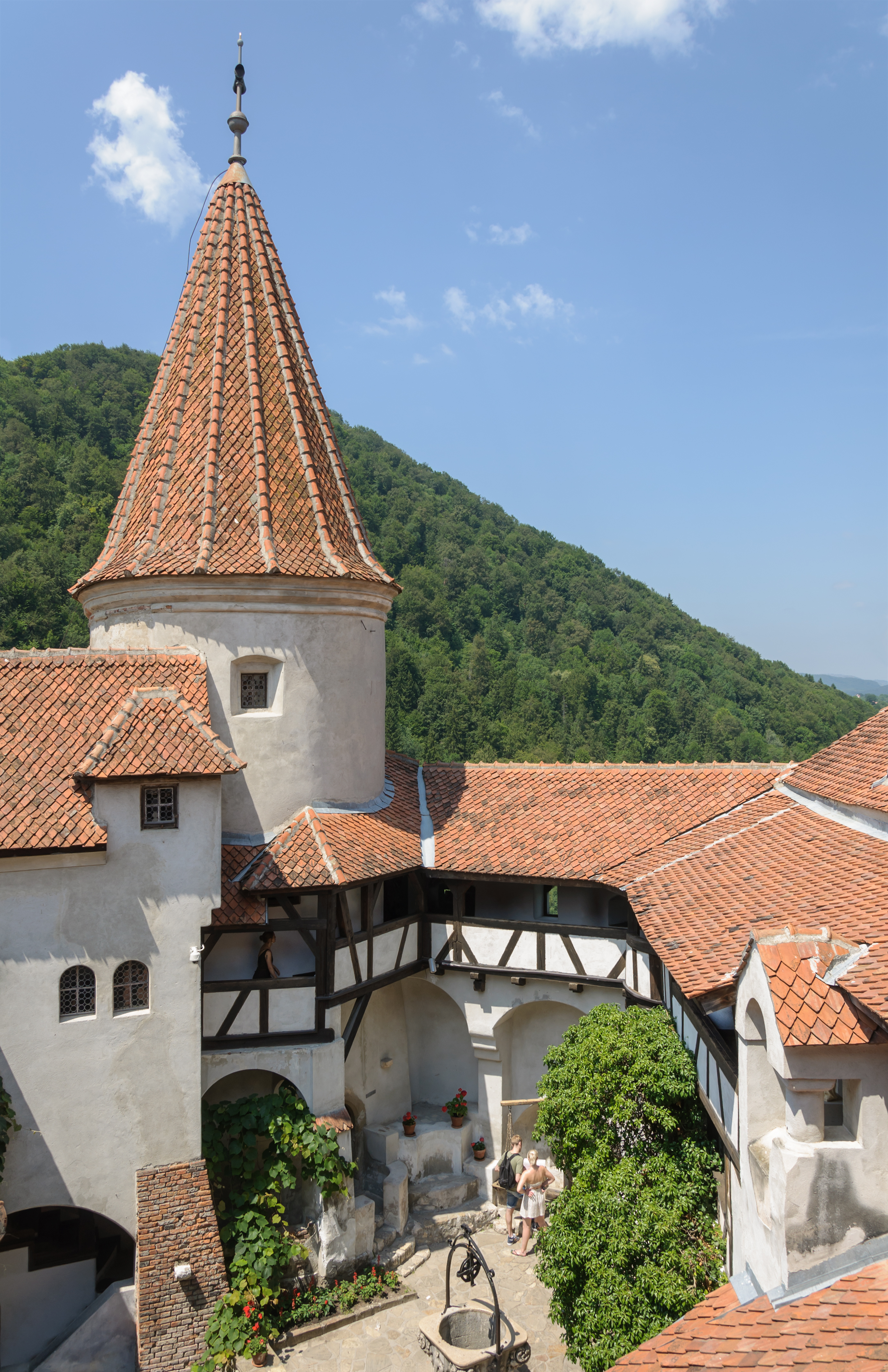
The courtyard, looking west
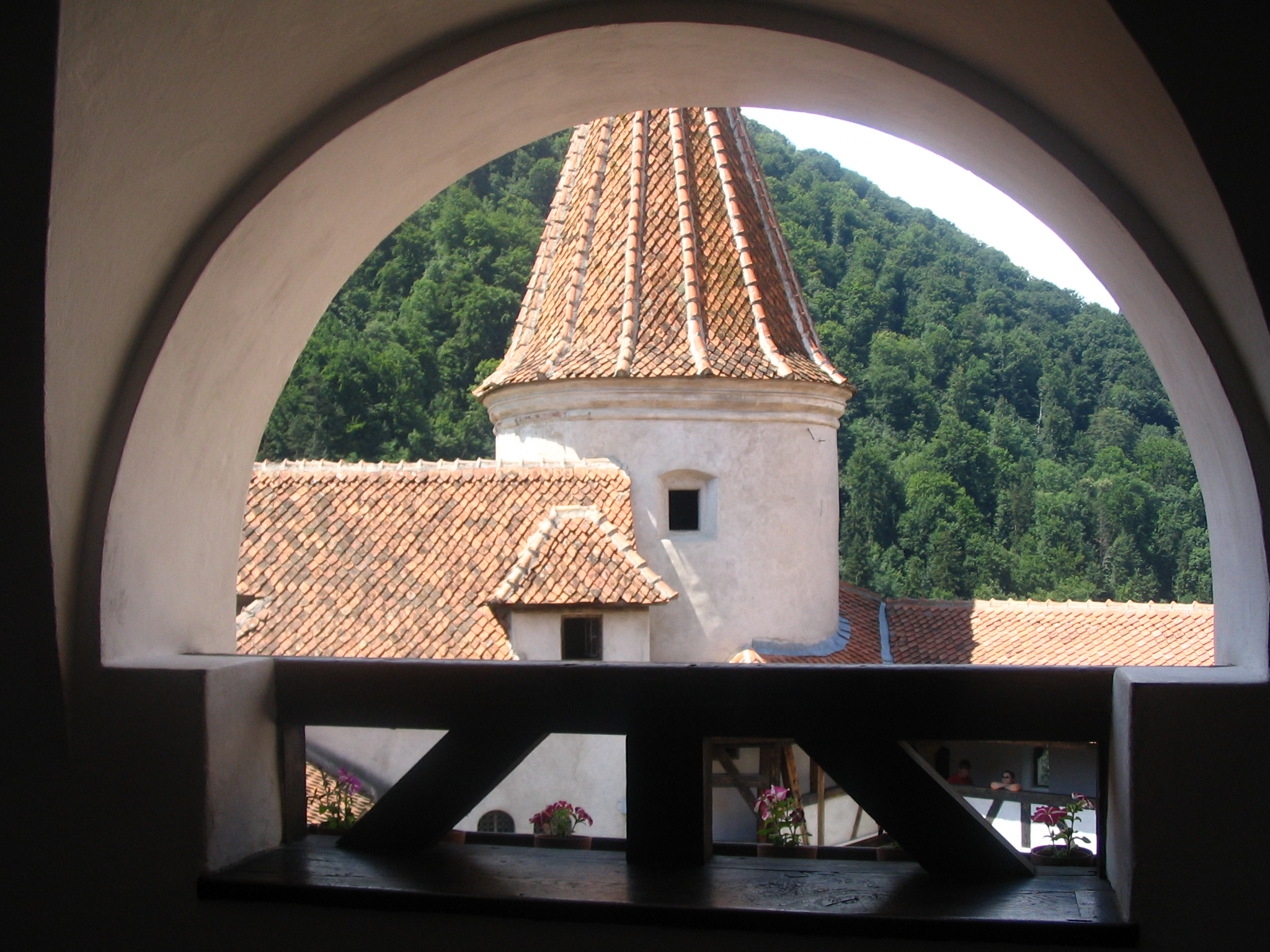
Western tower, seen from inside
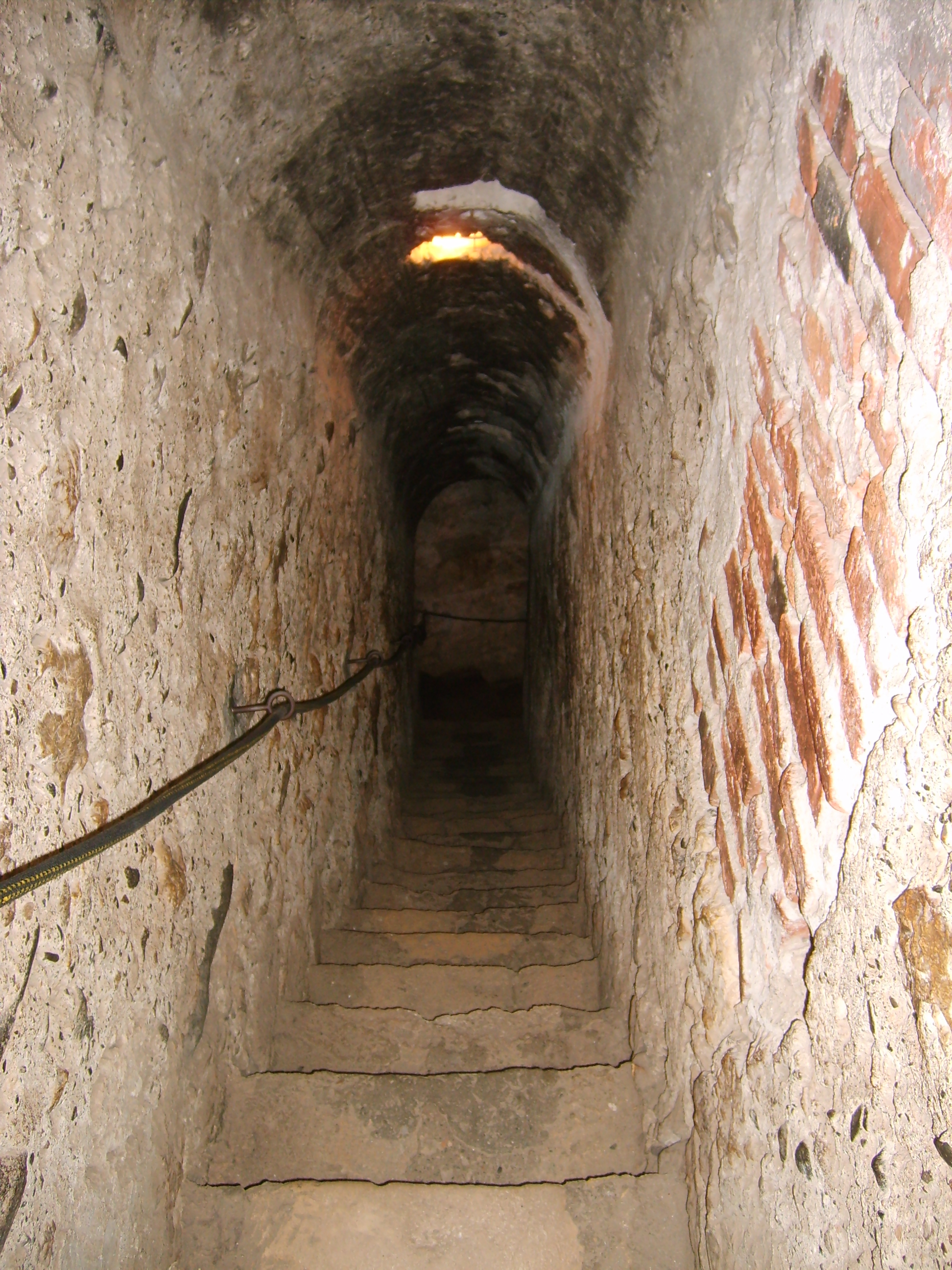
Secret passage connecting the first and third floors
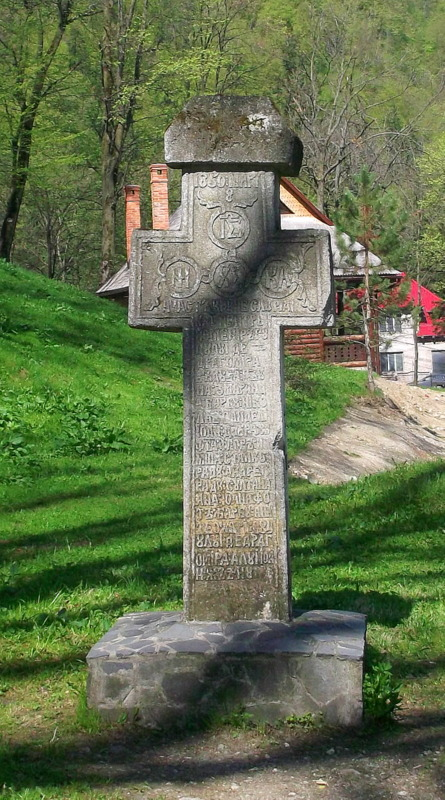
19th-century stone cross placed in the park